# ゾミア

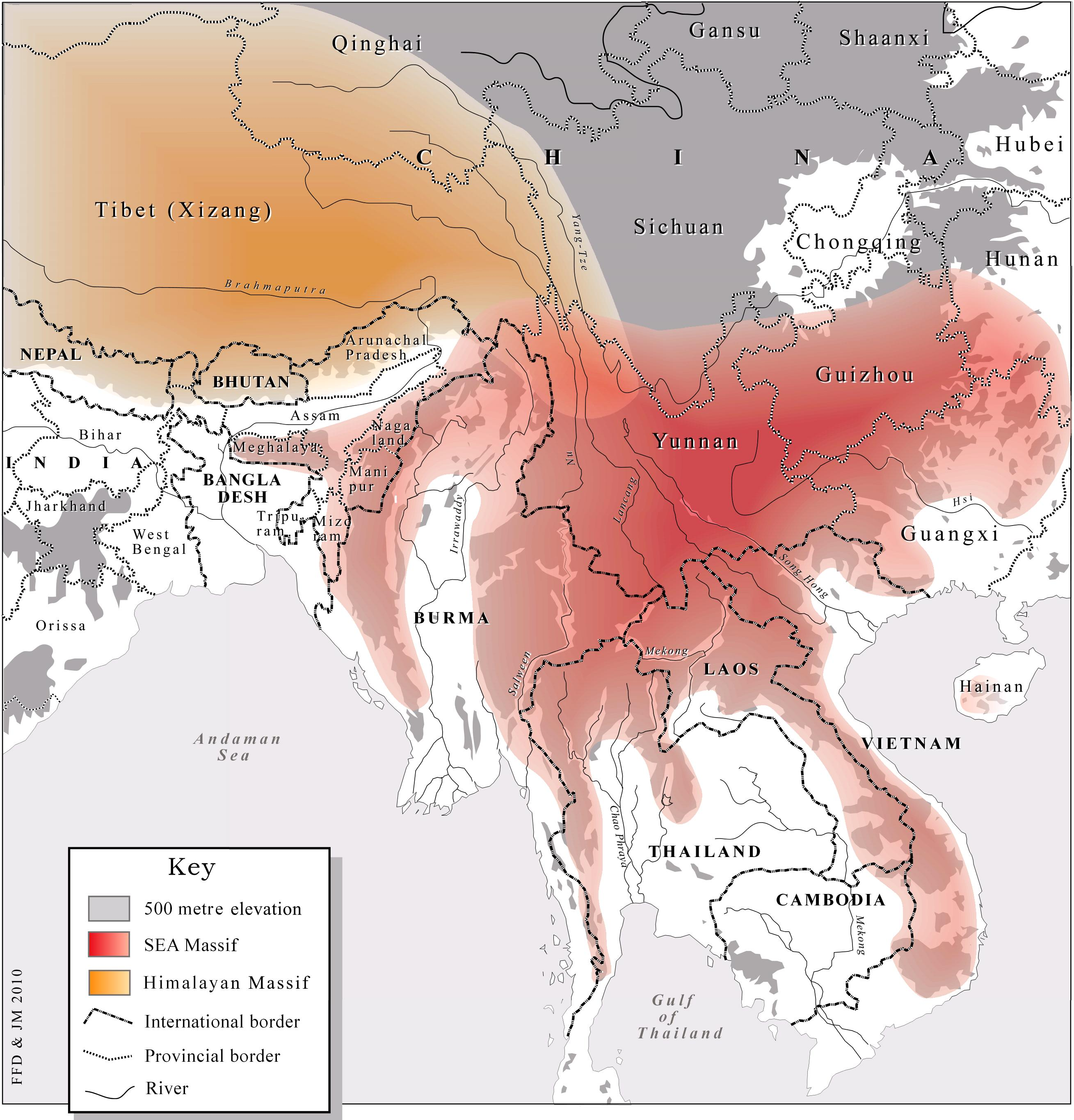
赤い部分が東南アジア山岳部。各国の境界にまたがって広がる

ゾミア（Zomia）とは、大陸部東南アジアにおいて、歴史的に低平地の人口集積地に基盤をおく政府による支配が困難であった巨大な山塊を指す地理学用語である:440-441。アムステルダム大学の歴史研究者ウィレム・ファン・シェンデルが2002年に造語した:23-24。

## 定義
ゾミアは、アムステルダム大学の歴史学者ウィリアム・ファン・シェンデルにより2002年に造語された:23-24。その由来は、インド、バングラデシュ、ミャンマーの国境地帯で話されている、いくつかのチベット・ビルマ語において、共通して「高地民」を指す言葉であるゾミ（Zomi）である。ファン・シェンデルの定義によると、ゾミアは東南アジア山塊上の250万平方キロメートル以上にわたって広がり、そこには1億人近いマージナルな人々が暮らす。この広大な地域は、南アジア、東アジア、東南アジアといった標準的な地域呼称を越えて広がり、8カ国の周縁部を含むとともに一個の完結した地域をなしている。ゾミアに住む人々の生態系の多様さと国家との関わりを考慮すると、多くの興味深い問題が想起される。ゾミアは独自の研究対象であるが、一種の国際的な名称でもあり、これまでとは違う地域研究の方法論でもある。
ゾミアの境界をどこに画するかは論者によって異なる。インドシナ半島北部（ベトナム北部とラオス全体）、タイとミャンマーの国境地帯にあるシャン高原、中国雲南省の山間部を含むことでは、おおむね意見が一致している。論者によっては西の境界をチベットまで拡げて考える者もいる。また、インド北西部まで、あるいはパキスタン、アフガニスタンまでとする者もいる。これらの地域には、標高が高い、岩がちで乏しい植生の土壌、少数民族が住む土地という共通した特徴がある。彼らは国家による支配と影響から遠くはなれたところに住んで自分たちの文化をよく保っている。見方を変えれば、東南アジアの各国政府が少数派の民族集団を支配してきた方法を論じる際に使われることもある用語である。なお、後述のスコットは東南アジア山塊（the Southeast Asian Massif）をゾミアと呼び、ファン・シェンデルの議論をさらに押し進めた:13,440。

## ジェイムズ・C・スコット
イェール大学教授ジェイムズ・C・スコットは、2009年に公刊した単著 The Art of Not Being Governed: An Anarchist History of Upland Southeast Asia において、ゾミアの概念を用いた。スコットはそこに生きる複数の民族の文化が継続性を持つということが、近代を巡る従来の物語への異議申し立てであると議論した。近代の物語とは、人々がいったん便利な近代テクノロジーと近代国家に触れてしまえば、いずれ同化してしまうだろうという神話である。ゾミアの部族はむしろ、近代そのものから意識して避難したのであって、もっと原始的で地域に根付いた経済の中で暮らすことを選んだ難民であると述べた。序文から引用する。
| 「 | [Hill tribes] seen from the valley kingdoms as 'our living ancestors,' 'what we were like before we discovered wet-rice cultivation, Buddhism, and civilization' [are on the contrary] best understood as runaway, fugitive, maroon communities who have, over the course of two millennia, been fleeing the oppressions of state-making projects in the valleys — slavery, conscription, taxes, corvée labor, epidemics, and warfare. | 」 |

| 「 | 谷あいの王国群から見れば、高地部族民は「生きているご先祖様」「水田耕作、仏教、文明を知る前の我らの姿」であった。しかし高地部族民は、谷間で行われている国家形成というプロジェクトの抑圧、つまり、奴隷化、徴兵、重税、傭役、伝染病、戦役といった抑圧から、2000年以上もの間、逃げ続けてきた避難民、マルーンコミュニティとして捉えた場合にこそ、もっともよく理解できるのである。 | 」 |

スコットは序文に続けて、ゾミアはそこに住む人々が国民国家に完全に吸収されていない、地球上で最大の地域であると述べる。しかしながら、彼らが国民国家に吸収される日はいつか来るだろうと付け加えた。ゾミアでは並外れて多様な言語が話されているが、平地で話されている言葉とは明確に区別できる。ゾミアに住む人々と平地に住む人々は、親族構造によっても、少なくとも表向きは区別できる。ゾミアの社会も「余剰」を生産する。しかしながらゾミアの社会はそれを王や僧侶をサポートするためには用いない。社会的経済的な差異（地位や持てる富の違い）が不平等であることは、ゾミアも谷間の世界と同様である。異なる点は、谷間の世界ではそれら社会的経済的な差異が持続しがちであるのに対し、ゾミアではそれらが固定的でなく、地理的に限定されていることである。

## 異論
ジャン・ミショー（Jean Michaud）は著書 Historical Dictionary of the Peoples of the Southeast Asian Massif の中で、ゾミアに居住する民族を論じるために用いられる言語に由来する多くの矛盾について説明している。ゾミアの人々はよく、"national minority groups" と言及される。これらの単語同士に競合が生じていると、ミショーは言う。"national" という単語についてミショーは「東南アジア・マッシーフ」の各民族がじつに多国籍的であり、多くのグループがいくつかの国にまたがっていると主張する。ミショーによると、"minority" という単語もゾミアの人々を形容する正当性がないという。なぜなら人口が非常に巨大であるからである。"group" という単語でさえも、ミショーによると問題含みであるという。なぜならそれが含意する共同体と「社会的凝集性」をすべての集団が有しているとは限らないからである。
2010年に『ジャーナル・オブ・グローバル・ヒストリー』（the Journal of Global History）誌は「ゾミアと越境」（"Zomia and Beyond"）と題した特集を組んだ。同特集では、何人かの東南アジア史研究者がスコットのゾミア論への応答としてそれぞれ意見を述べた。例えば、東南アジアの専門家、ヴィクター・リーバーマンは、高地に住む人々が、彼らの対峙せざるをえない政治環境や自然環境に応じて自分たちの社会的世界を作り上げているという議論には同意する。リーバーマンはまた、スコットの著書がミャンマー語の文献による裏付けを欠くことなどの理由により、非常に弱いものとなっているとも意見した。リーバーマンによると、このことはスコット説のいくつかの論点を不安定にしているのみならず、そこからスコットが展開する他のゾミア論をも疑わしいものにしているという。
さらに、スコットのゾミア論では軍事的に勝ち負けを決定づける要因として、兵隊の頭数が重要視されすぎていると、リーバーマンは指摘した。スコットの議論が実質的に、低地の国家群が高地を支配しようとする数々の努力に依拠しているのに対し、リーバーマンは同様に［低地国家の成立に］寄与する要因として海洋商業活動の重要性を示してみせた。
リーバーマンはまた、スコットの分析に含まれなかった事例も考慮されるべきであると述べる。スコット説は、文化というものはそれを取り巻く政治的、社会的環境に応じた防衛のメカニズムとして形成されるという考えに凝り固まっているが、リーバーマンは、ボルネオ／カリマンタン島の高地民があたかもゾミアの民と同じ文化的特徴を有しているように見えることを議論する。同島の高地に居住する諸民族は、無数の言語に枝分かれし、皆伐焼畑型耕作を行うなど、スコット説におけるゾミアの民の特徴を持つが、低地の略奪的国家がまったく存在しない中で発展したものである。
スコットのゾミア論は2012年にもトム・ブラスにより疑問が呈された。ブラスは、東南アジア高地部を「国家を拒絶した」人々が自由意志で移住してくる「避難場所」とする定式化が正確でないと主張する。ブラス説によるとこれは、「新手の」大衆迎合型ポストモダニズムの主義主張に完全一致した理想化であって、［フィールドワークを踏まえた］民族誌学的エビデンスによる裏付けがない説である、という。民族誌学的エビデンスによれば、高地に住む人々は、移住を選択したわけでも、低地国家の支配を受けなかったわけでもない。彼らは谷間の土地を追われたため高地に移住している。結論として現実の高地民は、ゾミア論に言う、高地に移住して勢力を涵養させたり安全になったりした民ではまったくない。
エドワード・ストリンガムとケイレブ・J・マイルズは、東南アジアにみられる複数の社会から得られる歴史学的、文化人類学的エビデンスを分析し、東南アジア社会が数千年間国家を避け続けてきたと結論した。ストリンガムは、国家になることを回避したり、反対したり、妨害したりした政治的主体についてさらに分析し、「ゾミア」のような国家不在の社会が地の利や特別な生産様式、国家に対する文化的抵抗を示すことによって、巧妙に国家を拒否し続けてきたと結論した。
その他、歴史研究者からは、スコットのゾミア論は「国家の不在」がカギとなるが、スコットの著作においては、滇王国、南詔国、大理国、アーホーム王国といった封建的な王国群や、彝族の封建的な組織、シップソーンパンナーといった「国家」が、ゾミアの中心で芽生えていた事実への言及がないことが指摘された:440-441。

## ポップ・カルチャーにおける用例
シンガポールを中心に活動するアート・ロックバンド、ジ・オブザーバトリーは、2014年に発表した楽曲 Oscilla においてゾミアへの言及を行っている。ボーカル兼ギタリストのレスリー・ロウは同アルバムが "[l]iving off the grid in some way or another, (offering) criticism of existing paradigms, alternatives, the view from the ground up” （生まれたところからなんとかして抜け出して、既存のパラダイム、選択肢に疑問の目を向け、それらを鳥瞰する）冒険なのだと述べた。テレビ番組 Crash Course World History, Rethinking Civilization （短期集中で学ぶ世界史、文明再考）のエピソード201はゾミアを中心に取り上げ、文明社会から自らすすんで逃避した人々が住む地域の一例として紹介した。